# Oreothlypis
Oreothlypis är ett fågelsläkte i familjen skogssångare inom ordningen tättingar: Släktet omfattar här två arter som förekommer i Centralamerika från Mexiko till Panama:
- Månbröstad skogssångare (O. superciliosa)
- Flamstrupig skogssångare (O. gutturalis)

Tidigare fördes de till Parula, men DNA-studier visar att de inte är nära släkt med varandra.